# Eyal Berkovic
Eyal Berkovic (Regba, 2 aprile 1972) è un ex calciatore israeliano, di ruolo centrocampista.

## Carriera
Fu calciatore israeliano dell'anno nel 1994.

## Palmarès

### Club

#### Competizioni nazionali
- Campionato israeliano: 2

Maccabi Haifa: 1990-1991, 1993-1994
- Scottish League Cup: 1

Celtic: 1999-2000
- First Division: 1

Manchester City: 2001-2002